# Босфорський водогін
41°07′39″ пн. ш. 29°04′52″ сх. д. / 41.12760° пн. ш. 29.08098° сх. д.Босфорський водогін (тур. Boğaziçi Su Tüneli) — водогін у Стамбулі, що перетинає Босфор під дном протоки. Є складовою проекту Мелен, що має на меті перекидання води річки Мелен до фракійської частини Стамбулу за 185 км. Перший етап будівництва завершився 2 травня 2009, а 19 травня 2012 проєкт повністю був уведений в дію.
Довжина тунелю становить близько 5,6 км, глибина 135 м під рівнем моря. Він розташований приблизно за 15 км на північ від центральної частини Стамбулу. Об'єкт складається із системи трубопроводу відкритого і закритого типу Ortaeme — Bosphorus: завдовжки 90,14 м (анатолійська сторона); шахти Beykoz: діаметр 8 м, глибина до зворотного склепіння Босфорського тунелю 145 м; власне Босфорського тунелю довжиною 5550 м; штольні доступу (фракійська сторона) довжиною 221 м, виходу Босфорського тунелю. Внутрішній діаметр всіх тунелів і трубопроводів (постійні роботи)— 4 м з товщиною сталевого облицювання 12-20 мм. Витрата води 32,5 м³/с
Кошторисна вартість робіт 172 млн турецьких лір.
Генпідрядник робіт — консорціум у складі ВАТ «Мосметрострой» (Росія), Alke Construction (Туреччина) й STFA (Туреччина)
Водогоном може прямувати 2800000 м³/добу води, що в два з половиною рази вище, ніж поточне споживання води в Стамбулі і має забезпечити подачу води, необхідної для Великого Стамбула, до 2060 року

Босфорський водогін